# マンジュラ (西オーストラリア州)

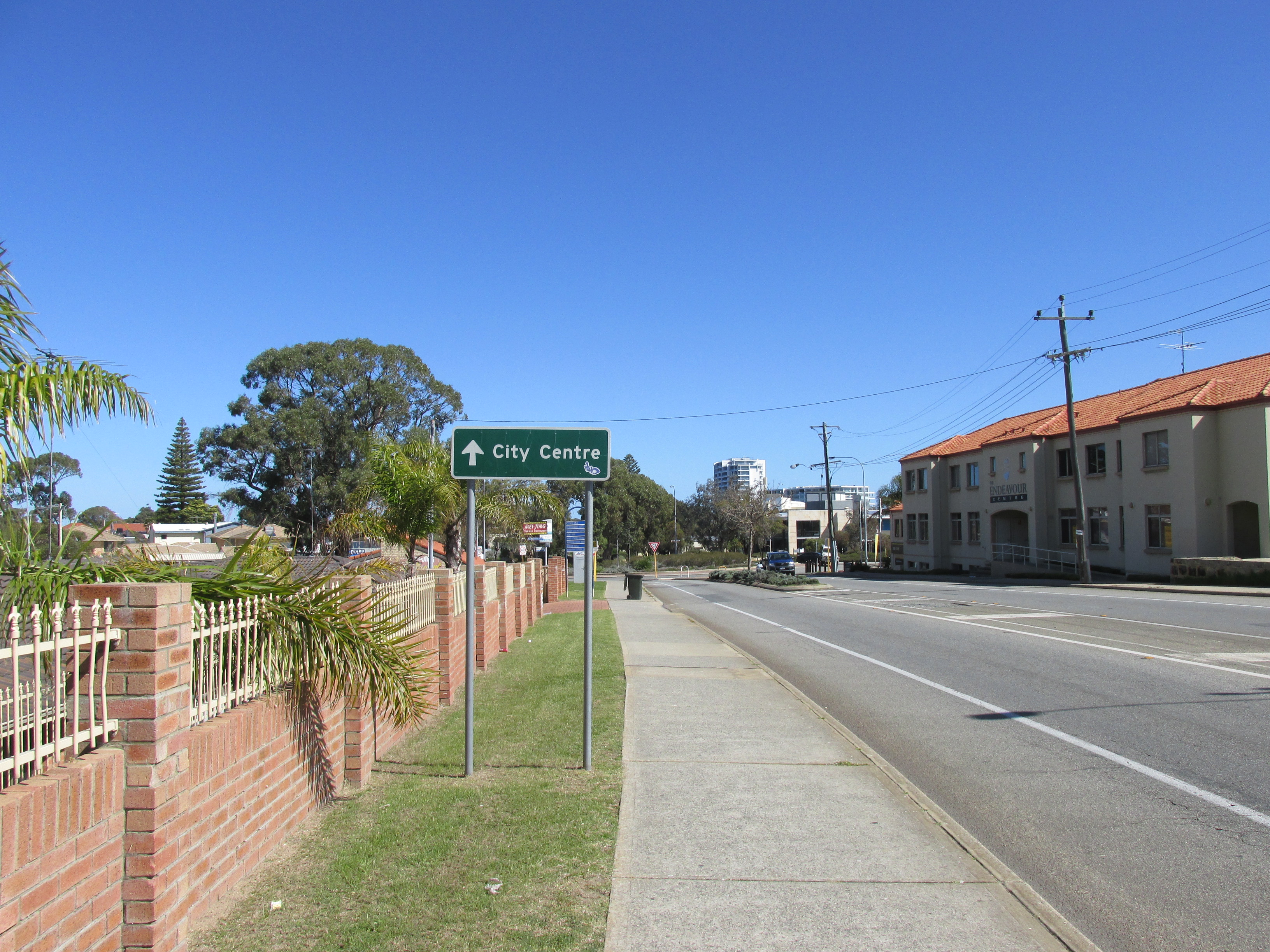
マンジュラ

マンジュラ（Mandurah)はオーストラリア・西オーストラリア州の州都パースの南約72kmに位置する、州内第二の都市。ピール地域の中心地であり、人口9万6736人（2016年）。
マンジュラの成り立ちは、入り江に沿ったパース近郊の行楽地として始まり、パースの大都市化に伴いより落ち着いた生活の送れる都市として人気を得て成長した。2007年12月にパースとの間に鉄道の新路線が開業し、結びつきがさらに深まっている。2008年の民間の調査では、オーストラリアの主要227都市の中で最も住宅を手に入れにくい都市として挙げられた。
マンジュラ中心部近くの海岸線は、イルカ、コシグロペリカン、ウ、そして豊富に生息するカニなど様々な野生生物にとっても貴重な棲み家となっている。
周辺のビーチやよく整備されている水路での、プレジャーボートによるレジャーやフィッシングなどは広く有名で、海外からも含めたくさんの観光客がマンジュラを訪れている。毎年4月にはストレッチフェスティバルと呼ばれる芸術祭が盛大に開催され、多方面から参加者を集めている。

## 地理

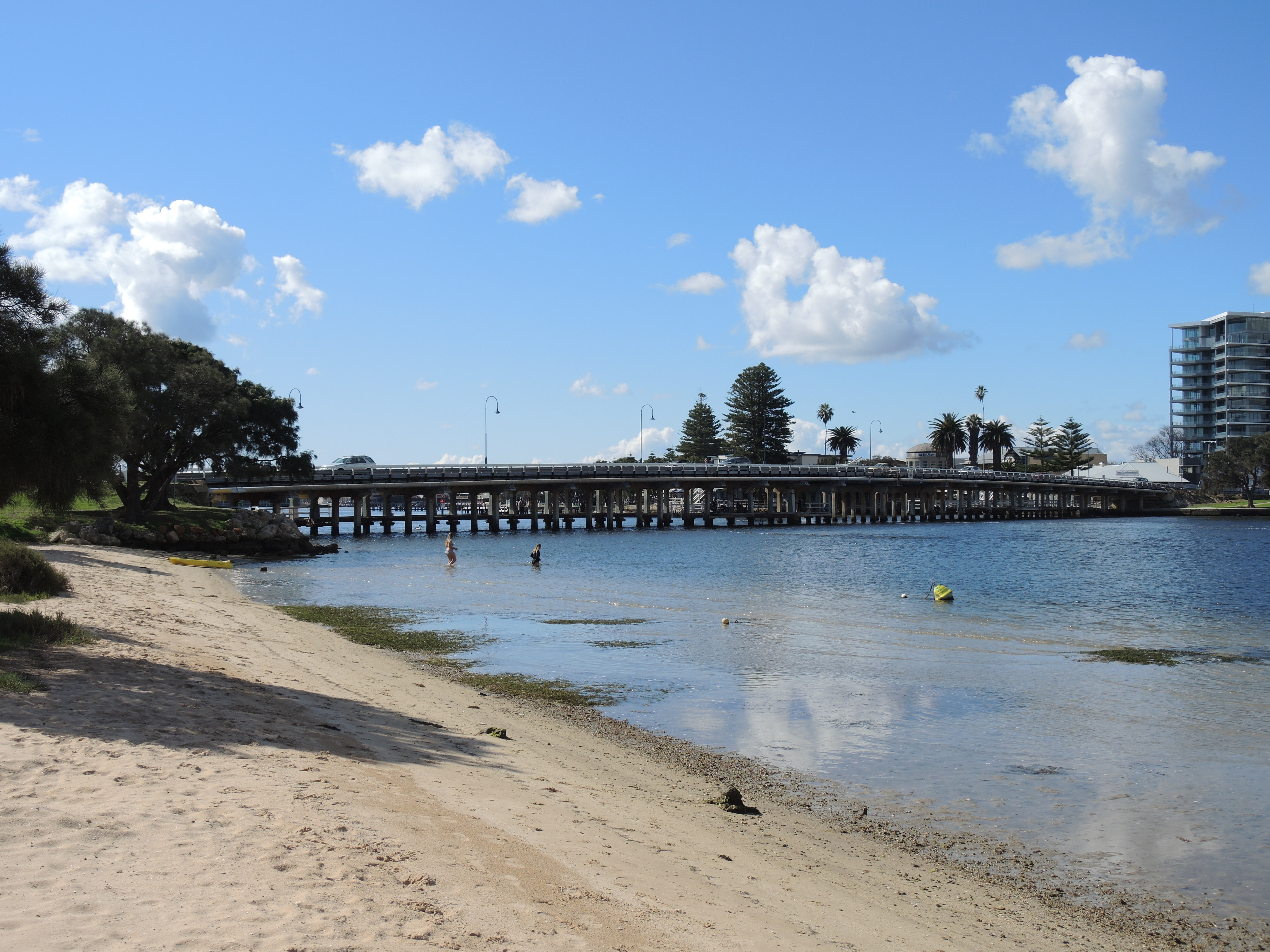
オールドマンジュラ橋

ピール入り江とハーヴェイ河口からなる内水域は、シドニー湾の位置するポート・ジャクソン湾の倍の面積を有し、マンジュラはインド洋へと流れ込むこの淡水の水系に囲まれるように存在する。また、ピール入り江から伸びる運河に沿って郊外地区が発達している。これらの地域の海岸線は、そのほとんどが砂浜となっている。入り江の水質を改善し近年発生していた藻類の異常増殖を防ぐため、1994年にドーズビル放水路が開削された。
マンジュラは、サーペンティン川を境に、海岸側のマンジュラ市と内陸側のマレー地区の2つの地方自治体によって構成される。

## 気候
マンジュラはパース同様典型的な地中海性気候(Cs)である。12月から2月にかけての夏季は、平均最高気温27℃、平均最低気温は19℃だが、最高気温が40℃を超える日もしばしばある。6月から8月までの冬季は、平均最高気温15℃、平均最低気温9℃まで下がる。海に面しているため幾分穏やかな気候に恵まれ、夏の日中は数kmほど内陸に寄った地域と比べても4℃から5℃ほど涼しく、逆に冬の夜間は暖かくなる。年平均降水量は850mmだが、近年は年700mm前後にまで減少しつつある。とはいえ、酪農や水資源供給などこの地域の需要を満たすには十分な量を保っている。降水は主に冬季に集中し、強風を伴って嵐となることが多く風水害を招くこともある。竜巻の発生も多く、世界でも有数の竜巻の集中発生地域である。

## 歴史
西オーストリア州南西部一体(ピール地域、南西部地域グレート・サザン地域など)に住んでいたアボリジニのヌンガー部族が「マンジャー(Mandjar)」(出会いの場、の意)と呼んでいたのが、現在のマンジュラでありその語源である。
1829年12月、トーマス・ピールがイギリスより入植希望者を連れてスワン川入植地(現在のパース)に到着した。当初の契約では、彼は入植用地の地権を与えられるはずであったが、期限である11月に間に合わなかったため、本来予定されていた用地は与えられなかった。しかしピールはくじけず、スワン川入植地の南方、ウッドマンポイントと呼ばれている地区に小さな入植用地を得てクラレンスと名付けた。しかしこの土地は様々な問題を抱えており、ピール自身の健康状態の悪化もあって、彼と入植者たちはマンジュラの地へと移った。ピールは1865年に死亡したが、マンジュラのまちはゆっくりとながらも成長を続けた。

## 交通

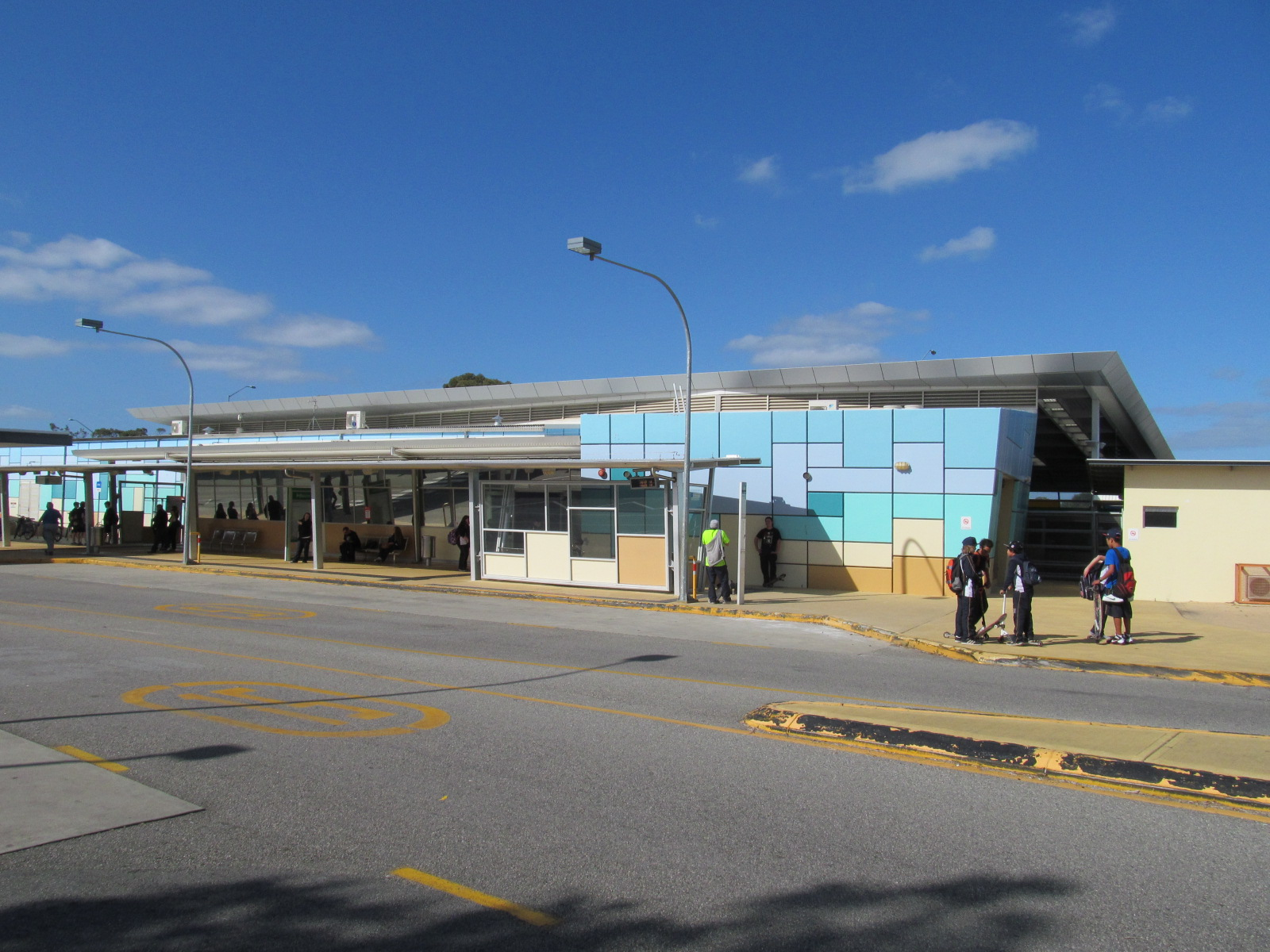
マンジュラ駅

マンジュラとパースの間は、古くからのクウィナーナフリーウェイと2007年末に開通したトランスパースの新鉄道路線であるマンジュラ線で結ばれており、加えて2009年にバイパス道路としてフォレストハイウェイが開通した。フォレストハイウェイはさらに南へと延伸される予定である。

## 水資源
ホールズヘッド二次利用水再利用計画という、水資源のリサイクル計画がおこなわれている。また、地下の帯水層を利用して下水を浄化し公園などでの散水に使用している。

## スポーツ
オーストラリアン・フットボールの西オーストラリアフットボールリーグに所属するピール・サンダーFCはマンジュラを本拠地としている。サッカーの西オーストラリア州リーグにはマンジュラシティが参加している。マンジュラ・マジックというバスケットボールチームも州内のリーグに加盟している。
マンジュラ周辺にはマンジュラカントリークラブやメドウスプリングゴルフクラブなど多くの素晴らしいゴルフ場が存在し、コースから海を眺めることができたり、カンガルーを見かけることもある。